# Clematis patens 'Evipo003'
Cultivar
La clématite patens 'Evipo003' PBR & PPaf est un cultivar de clématite obtenu en 1998 par Raymond Evison et Mogen Olesen en Angleterre. Elle porte le nom commercial de clématite  Ice blue 'Evipo003' PBR & PPaf.

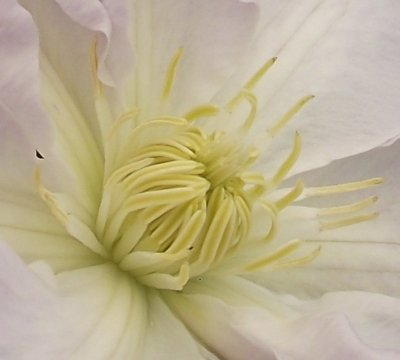
Étamines et stigmates de clématite Ice blue 'Evipo003' PBR & PPaf.

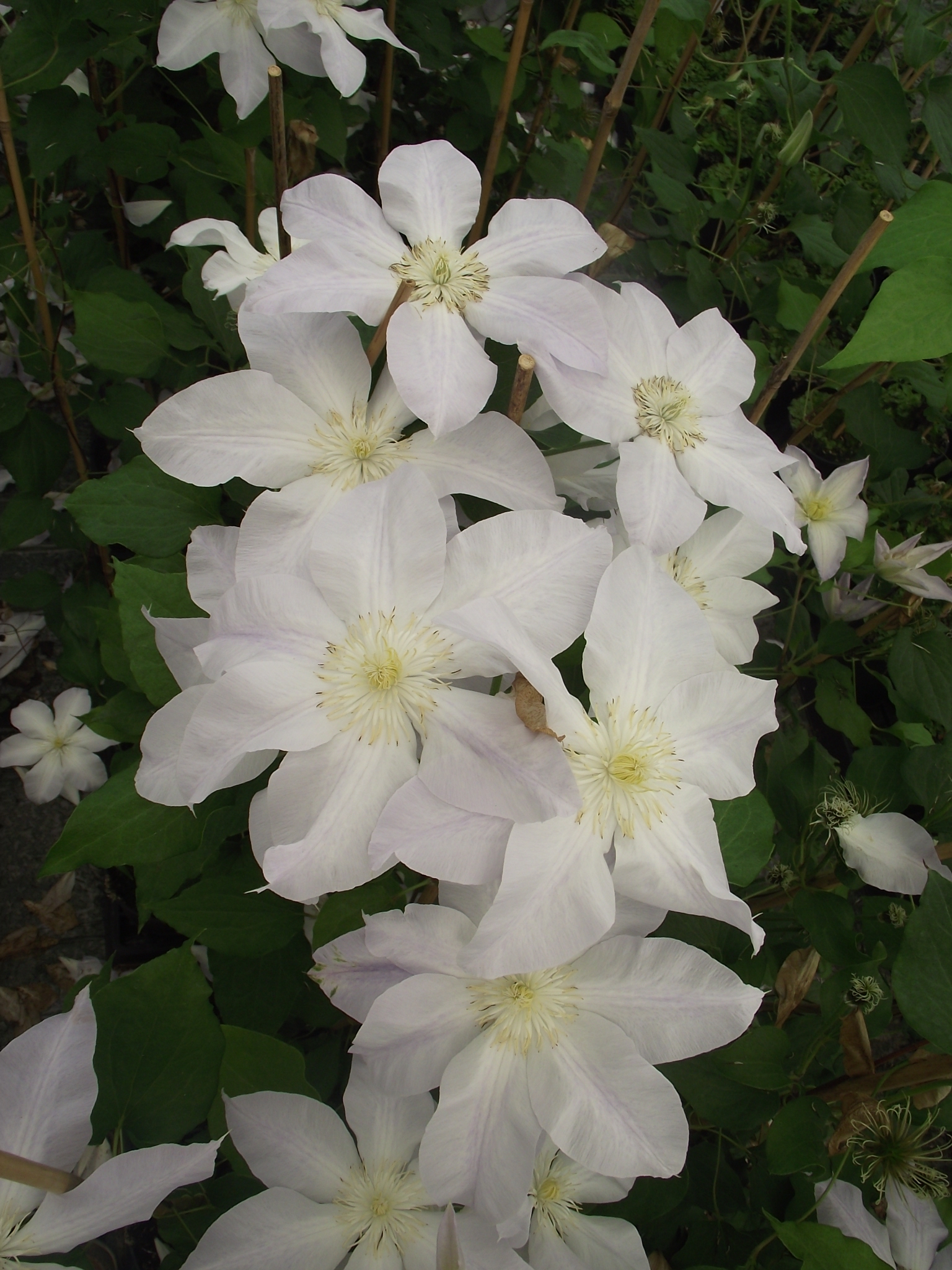
clématite Ice blue 'Evipo003' PBR & PPaf.

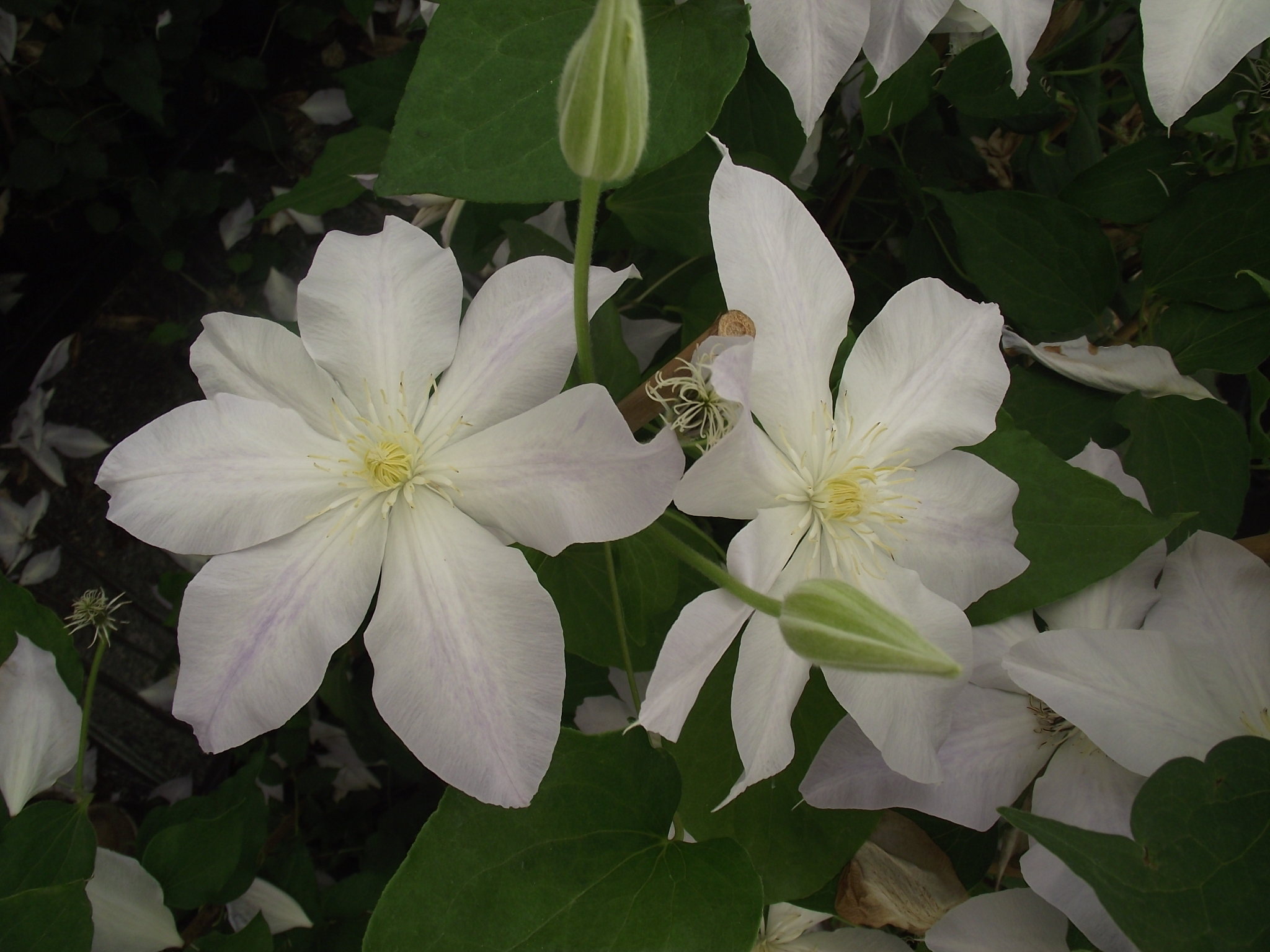
clématite Ice blue 'Evipo003' PBR & PPaf.

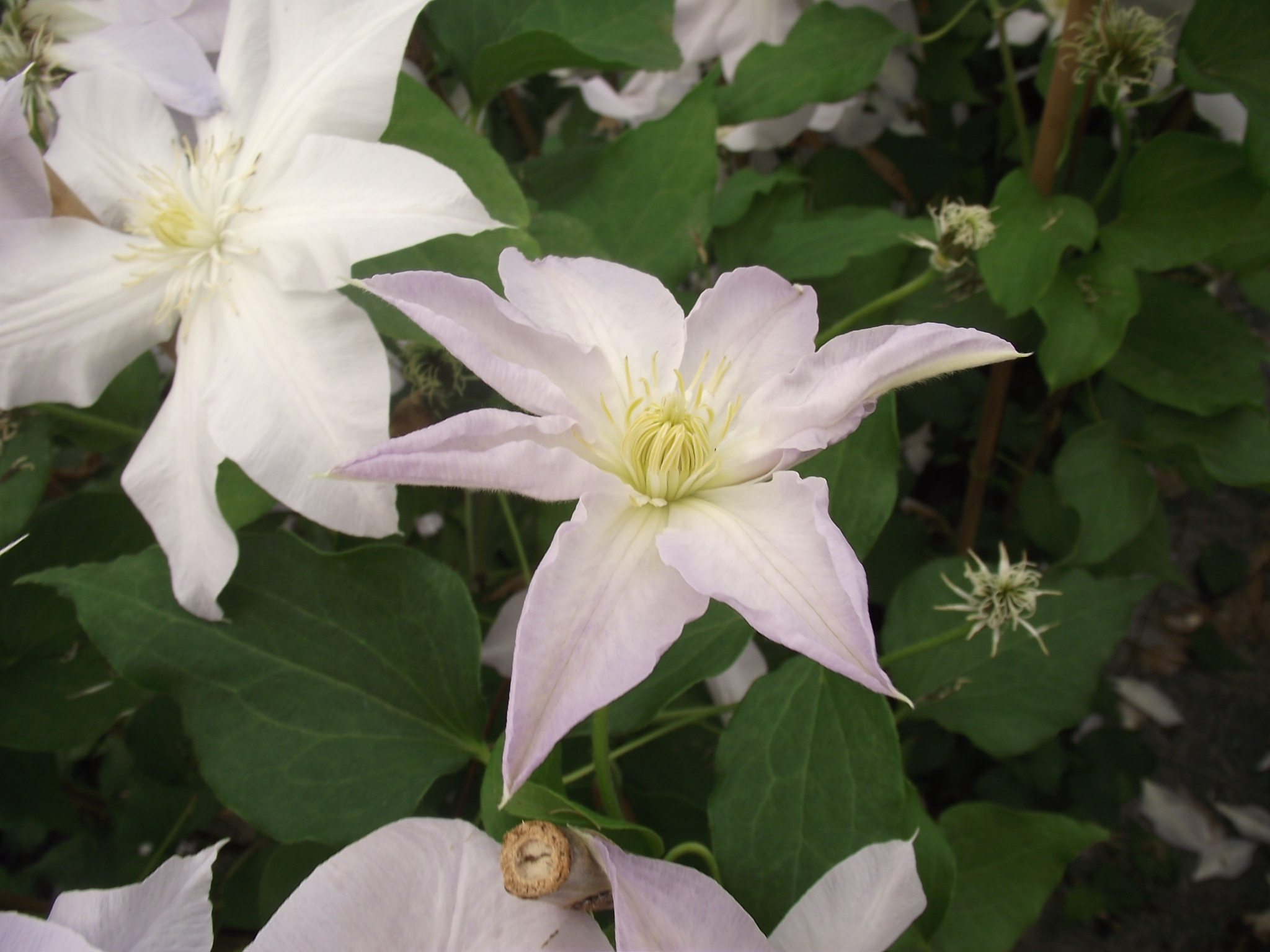
clématite Ice blue 'Evipo003' PBR & PPaf.

Raymond Evison et Mogen Olesen ont développé ce cultivar pour une utilisation optimale en serre.

## Description
Cette clématite fait partie du groupe 2, ce qui signifie que ce cultivar donnera une floraison printanière sur la pousse de l'année précédente et une seconde à l'automne sur les pousses de l'année.

### Feuilles
Les feuilles caduques de cette clématite sont parfois simples, parfois alternes et trifoliées. En moyenne elles mesurent entre 20 et 25 cm. De mars à octobre les feuilles sont vertes, en novembre elles virent au jaune juste avant de tomber.

### Tiges
Les tiges de la clématite Ice blue apparaissent de couleur verte sur les pousses de l'année, en vieillissant le bois se durcit et devient rougeâtre et marron.

### Fleurs
La clématite Ice blue dispose d'une fleur de grande taille blanche légèrement bleutée pouvant atteindre 20 à 25 cm. Les fleurs de ce cultivar apparaissent en mai et juin pour la floraison printanière et entre août et septembre pour la floraison d'automne. Après ouverture la fleur tient entre 10 et 15 jours sur la plante.

#### Bouton floral et pédoncule
Le bouton floral de Ice blue est allongé et ovoïde d'environ 5 à 6 cm, de couleur vert/jaune pour une largeur de 1.5 à 2 cm à un quart de son ouverture. Le pédoncule quant à lui mesure environ 5 à 7 millimètres de couleur verte également.

#### Sépales
Les sépales de la clématite Ice blue mesurent entre 12 et 16 cm de long. Ils se chevauchent pas ou très peu. La face inférieure est totalement blanche contrairement à la face supérieure qui reflète un joli bleu clair sur le blanc majoritaire. Sur ce cultivar  la fleur possède entre 6 et 8 sépales.

#### Étamines et stigmates
Ice blue possède des  étamines blanches au nombre de 60 à 90 et des stigmates de couleur jaune or au nombre ce 160 à 190.

#### Parfum
Cette clématite n'a pas de parfum.

## Obtention
La clématite Ice blue a été obtenue par le croisement de la clématite patens 'Evitwo' et de la clématite chrysocoma.
'Evitwo' étant le parent femelle elle se différencie par son caractère simple contrairement à 'chrysocome' qui est double. La clématite crysocoma est le parent mâle.
Les graines obtenues par ce croisement ont été semées en avril 1998 par Raymond Evison dans ses pépinières de l'île de Guernesey.

## Protection
'Evipo003' PBR & PPaf est protégé par l'Union internationale pour la protection des obtentions végétales sous licence PBR & PPaf avec le numéro : 17435 du 2 août 2004. Ice blue est protégé par une licence trademark.

## Culture

### Plantation
La clématite Ice blue s'épanouit très bien en pot ou en pleine terre. Elle doit être plantée dans un mélange drainant, fertile et léger. Les racines préfèrent  un sol frais et ombragé.

### Croissance
À taille adulte cette clématite dispose d'une croissance importante entre 2 et 3 mètres.

### Floraison
Ice blue fleurit deux fois par an sur les pousses de l'année précédente du mois de mai et juin pour la floraison printanière et en septembre pour la floraison sur le bois de l'année de l'automne. Elle fait partie du groupe 2.

### Utilisations
Ice blue est parfait pour les pergolas, treillis, tonnelles et clôtures. Elle peut aussi grimper sur des supports naturels tels que les feuillus, des conifères et des arbustes.
Utilisée en fleurs coupées la clématite Ice blue tient de 3 à 7 jours selon les conditions.

### Taille
La clématite Ice blue a besoin d'une taille annuelle, souvent au mois de mars mais à toute période de repos végétatif. Elle demande une taille modérée, c'est-à-dire une taille de 30 cm ou un tiers des branches.

### Résistance
Cette clématite résiste à des températures jusqu'à moins 20 degrés Celsius.

### Maladies et ravageurs
La clématite Ice blue est sensible à l'excès d'eau ce qui pourrait provoquer une pourriture du collet de la plante et ainsi la mort de la clématite. Elle peut également souffrir d'apoplexie due à un champignon appelé Ascochyta clematidina, provoquant un flétrissement brutal des feuilles. Pour combattre ce champignon la terre doit être remplacée sur 20 cm et l'excès d'eau doit être proscrit.
Les limaces peuvent également s'attaquer à cette clématite et notamment aux jeunes pousses du printemps.